# ديفيد تايلور (سياسي بريطاني)
ديفيد تايلور (بالإنجليزية: David Taylor)‏ هو سياسي بريطاني، ولد في 1957. حزبياً، نشط في حزب الخضر في إنجلترا وويلز.